# Ернствілл (Меріленд)
Ернствілл (англ. Ernstville) — переписна місцевість (CDP) в США, в окрузі Вашингтон штату Меріленд. Населення — 58 осіб (2020).

## Географія
Ернствілл розташований за координатами 39°37′49″ пн. ш. 78°1′26″ зх. д. / 39.63028° пн. ш. 78.02389° зх. д. (39.630381, -78.023937).  За даними Бюро перепису населення США в 2010 році переписна місцевість мала площу 0,39 км², уся площа — суходіл.

## Демографія
Згідно з переписом 2010 року, у переписній місцевості мешкало 56 осіб у 21 домогосподарстві у складі 17 родин. Густота населення становила 145 осіб/км².  Було 22 помешкання (57/км²).
Расовий склад населення:
| - 92,9 % — білих - 1,8 % — азіатів |

До двох чи більше рас належало 5,4 %. Частка іспаномовних становила 0,0 % від усіх жителів.
За віковим діапазоном населення розподілялося таким чином: 19,6 % — особи молодші 18 років, 75,0 % — особи у віці 18—64 років, 5,4 % — особи у віці 65 років та старші. Медіана віку мешканця становила 40,0 року. На 100 осіб жіночої статі у переписній місцевості припадало 124,0 чоловіків;  на 100 жінок у віці від 18 років та старших — 136,8 чоловіків також старших 18 років.
Цивільне працевлаштоване населення становило 7 осіб. Основні галузі зайнятості: науковці, спеціалісти, менеджери — 100,0 %.